# Lindlbrunnen
Der Lindlbrunnen ist einer von ursprünglich drei Stadtbrunnen auf dem Traunsteiner Stadtplatz und wurde 1526 errichtet. Aus der Mitte des achteckigen Brunnenbeckens erwächst eine Balustersäule, die von einem Kapitell bekrönt wird. Am Säulenschaft sind vier Wappenschilde angebracht: an der Südseite die bayerischen Rauten, westlich der Pfälzer Löwe, nördlich das Wappen der Stadt Traunstein, östlich das des Herzogtums Baden (Heimat der Gemahlin des damals regierenden Herzogs Wilhelm, Jacobäa). Der den Brunnen bekrönende Lindl, ein Wappner, stellt einen Ritter in mailändischer Rüstung dar. Die Brunnenfigur aus rotem Ruhpoldinger Marmor schuf 1526 ein Steinmetzmeister namens Steffan, der vermutlich mit Stephan Rottaler identisch ist.
Die Figur des Ritters erinnert an den einstigen Stadthauptmann, den Beschützer der städtischen Rechte und Freiheiten und Verteidiger Traunsteins im Bayerischen Erbfolgekrieg (1504), Hans von Schaumberg zu Neuenkreut, um 1526 Pfleger in Traunstein. Der Ritter Lindl spielt auch beim alljährlichen Georgiritt in Traunstein eine wichtige Rolle.

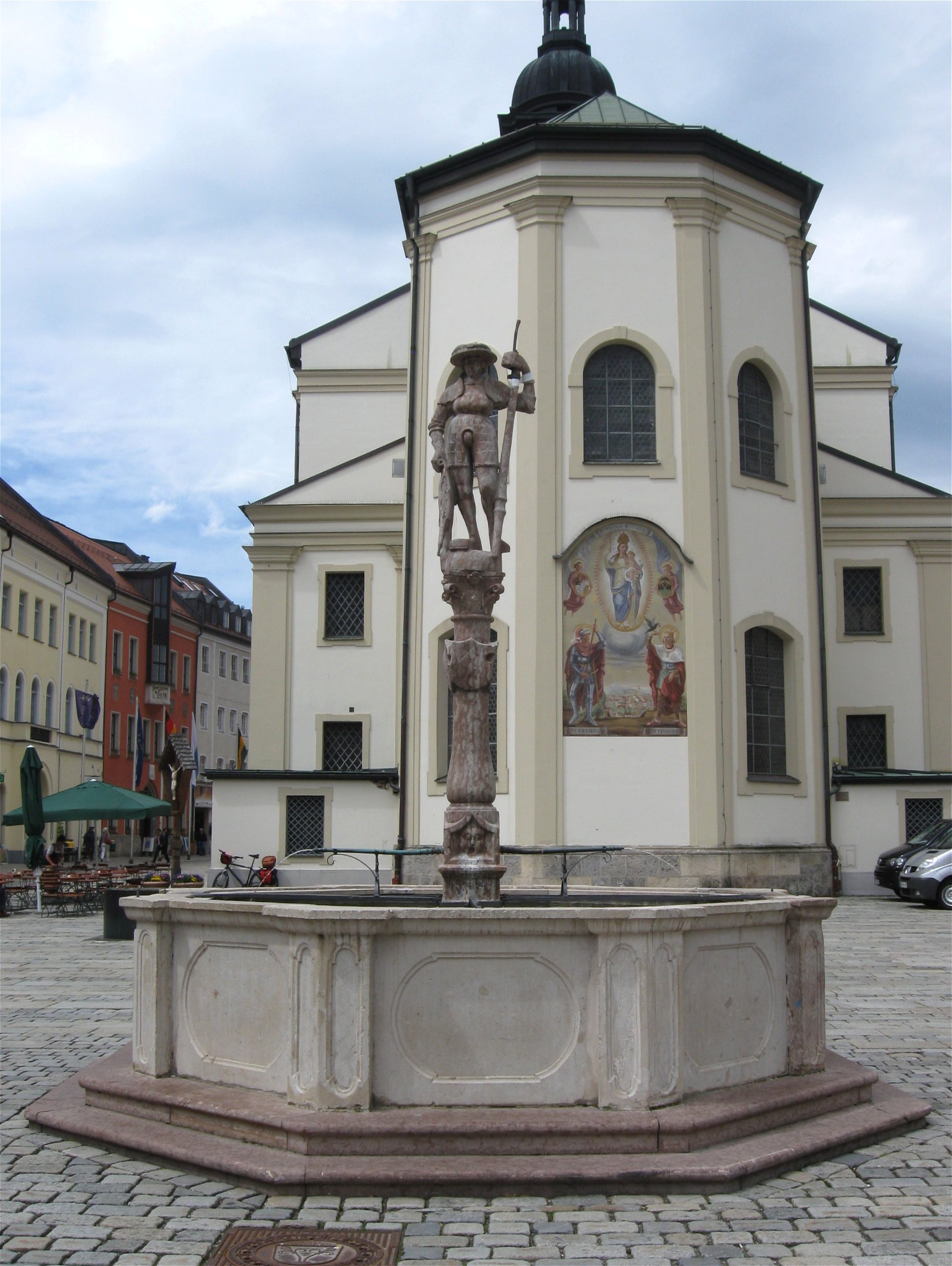
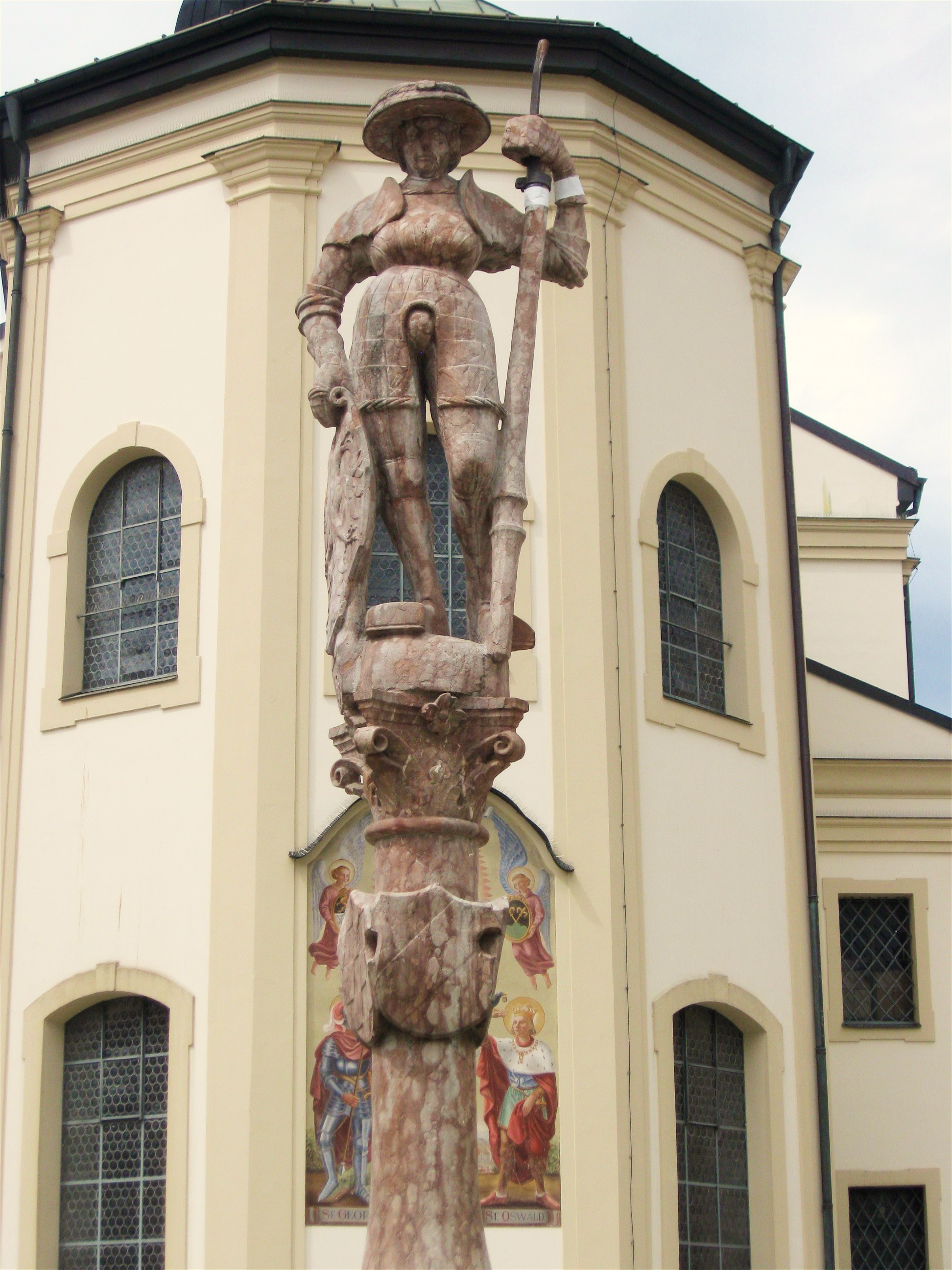
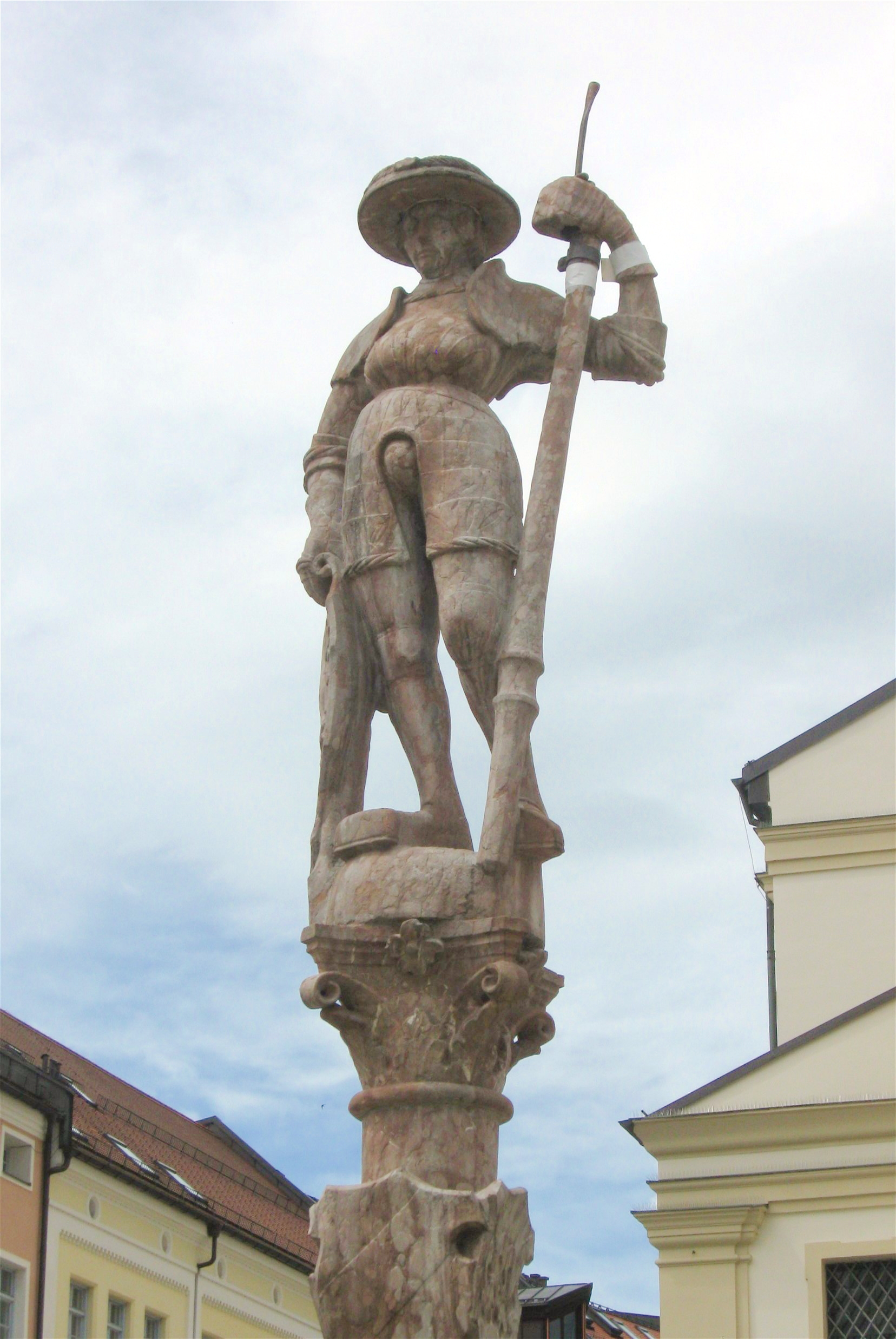